# Гарциния морелла
Гарциния морелла (лат. Garcinia morella) — растение семейства Клузиевые, вид рода Гарциния, произрастающее в Таиланде, Камбодже, Южном Вьетнаме и на Филиппинах.

## Биологическое описание
Это — двудомное дерево 10—15 м высотой, с оранжево-бурой корой. Листья цельнокрайные, крестовидно-супротивные кожистые голые ланцетовидные с короткими черешками. Цветки мелкие бледно-жёлтые, женские — сидячие в узлах листьев, мужские на ножках. Плоды ягодообразные, желтовато-зелёные, размером с небольшую вишню.

## Сырьё
В коре дерева и на периферийных участках сердцевины располагаются длинные секреторные ходы содержащие камедесмолу гуммигут в виде жёлтой эмульсии. Для её добывания на стволе дерева делают спиральные надрезы, перерезающие ходы, и к сделанной ране подвешивают куски полых бамбуковых трубок (их дном служит перегородка в междоузлии). Вытекающий из деревьев сок скапливается в этих трубках, их сушат, потом вынимают затвердевшую массу. Полученный продукт поступает в продажу в виде твёрдых, но хрупких цилиндрических отрезков, диаметром 2—5 см с продольно-ребристой поверхностью, оранжево-жёлтого цвета, на изломе темнее. Запах у данного продукта отсутствует.

## Химический состав
Гуммигут состоит из смоляных кислот (70—80 %) жёлтого цвета, растворимых в спирте, и камеди (15—20 %), растворимой в воде. Порошок гуммигута легко образует жёлтую эмульсию. В гуммигуте также найдена гарциноловая кислота.

## Использование
В медицине гуммигут употребляется как сильное слабительное средство. Его разовая доза составляет 125 мг. Кроме того, он используется производстве лаков для акварельных красок.